# 巴勞氏非鯽
巴勞氏非鯽，為輻鰭魚綱鱸形目隆頭魚亞目慈鯛科的其中一種，分布於非洲尚比亞的剛果河上游流域，體長可達17.5公分，棲息在底層水域，生活習性不明。

## 擴展閱讀
維基物種上的相關：巴勞氏非鯽